# N68 (België)
De N68 is een gewestweg in de Belgische provincies Luik en Luxemburg. Deze weg vormt de verbinding tussen Eynatterheide nabij de Duitse grens en Deiffelt nabij de Luxemburgse grens. Deze gewestweg begint als het verlengde van de Duitse B57 vanuit Aken en loopt vanaf de Luxemburgse grens verder als de N7.
Tussen de E40 bij Eynatten en Malmedy draagt de weg naast het nummer N68 het Europese wegnummer E421. Die route verloopt vanaf Malmedy verder via de N62.
De totale lengte van de N68 bedraagt ongeveer 85 kilometer.

## Plaatsen langs de N68
- Eynatterheide
- Eynatten
- Kettenis
- Eupen
- Mont
- Bévercé
- Malmedy
- Burnenville
- Stavelot
- Trois-Ponts
- Rochelinval
- Grand-Halleux
- Vielsalm
- Salmchâteau
- Provedroux
- Cierreux
- Honvelez
- Bovigny
- Beho
- Deiffelt

## N68a
De N68a is een aftakking van de N68 nabij de plaats Grand-Halleux. De 260 meter lange route verbindt de N68 met het treinstation Grand-Halleux.

## N68b
De N68b is een verbindingsweg nabij Malmedy. De route, die ongeveer 1 kilometer lang is, verbindt de N68 vanuit Stavelot met de N62 richting Francorchamps. Door deze verbinding hoeft het doorgaande verkeer het verkeer uit Malmedy naar Stavelot niet te kruisen.
De N68b is alleen vanuit Stavelot richting Francorchamps te berijden.